# Фрајнсхајм
Фрајнсхајм (њем. Freinsheim) град је у њемачкој савезној држави Рајна-Палатинат. Једно је од 48 општинских средишта округа Бад Диркхајм. Према процјени из 2010. у граду је живјело 4.948 становника. Посједује регионалну шифру (AGS) 7332019.

## Географски и демографски подаци
Фрајнсхајм се налази у савезној држави Рајна-Палатинат у округу Бад Диркхајм. Град се налази на надморској висини од 100 метара. Површина општине износи 13,6 km². У самом граду је, према процјени из 2010. године, живјело 4.948 становника. Просјечна густина становништва износи 364 становника/km².

## Међународна сарадња
| Мјесто | Држава    | Врста сарадње | Од    |
| ------ | --------- | ------------- | ----- |
|        | Француска | партнерство   | 1974. |
| Извор  |           |               |       |